# Стангерієві
Стангерієві (Stangeriaceae) — родина голонасінних рослин класу саговникоподібні (Cycadopsida). Молекулярні дані свідчать про те, що обидва роди Stangeriaceae належать до різних позицій у межах Zamiaceae.
Хоча сьогодні родина зустрічається тільки в Південній Африці і в Квінсленді, Австралія, скам'янілості відомі з юрських відкладень в Аргентині і на Британських островах.

## Опис
Це схожа на папороть рослина з підземним стеблом. Види цеї родини дуже міцні, як правило, вічнозелені рослини. Листя, в основному, прості перисті гілки.